# ジェイシー・ジェイン
ジェイシー・ジェイン(Jacy Jayne、1996年6月2日 - ）は、アメリカ合衆国フロリダ州タンパ出身のプロレスラー。

## 来歴

### NXT
グラードは、2020年9月23日にデビューし、ナンバーワン・コンテンダー・バトルロイヤルに参加。2021年2月24日、グラードは、WWEと契約。その後、リングネームをジェイシー・ジェインと改名し、7月20日、フランキー・モネとのデビュー戦で勝利を収める。
9月14日、ジェインは、ジジ・ドリンとチームを組み、ケイデン・カーターとケイシー・カタンザーロと対戦した。その後、マンディ・ローズと共に、トキシック・アトラクションというチームを設立する。メンバーは、ローズ、ドリン、ジェイン。9月28日、ドリンとジェインは、タッグチームのデビュー戦で、紫雷イオとゾーイ・スタークとNXT女子タッグチーム王座戦で対戦するが敗北。NXTハロウィン・ハボックで、ドリンとジェインは、紫雷とスターク、インディ・ハートウェルとペルシア・ピロッタとスケアウェイ・トゥ・ヘル・ラダー・トリプルスレット・タッグチームマッチでNXT女子タッグチーム王座戦に出場し、勝利。王座に輝く。
11月16日、ジェインは、ドリン、ローズ、ダコタ・カイと共にNXT ウォーゲームズ2021のウォーゲームズマッチに出場し、ラケル・ゴンザレス、ケイ・リー・レイ、コーラ・ジェイド、紫雷イオと対戦した。だが、チームは、ジェインが、ジェイドにピンフォール負け。NXTベンジェンス・デイで、ドリンとジェインは、インディ・ハートウェルとペルシャ・ピロッタに対してチャンピオンシップを保持。
NXT Stand & Deliver Kickoffで、ドリンとジェインは、ダコタ・カイとラケル・ゴンザレスに敗れ、タイトルを手放す。しかし、3日後にマンディ・ローズの助けを借りてタイトルを取り戻した。
2022年7月5日、ザ・グレード・アメリカン・バッシュで、ドリンとジェインは、ロクサーヌ・ペレスとコーラ・ジェイドに敗れ、タイトルを手放す。8月2日、アイビー・ナイルとテイタム・パクスリー、ユリサ・レオンとヴァレンティーナ・フェロズ、カタナ・チャンスとケイデン・カーターとフェイタル・4ウェイ・エリミネーションマッチに参加した。だが、最後、カーターとチャンスの協力プレイをジェインが浴び、ピンフォールで敗北。
8月19日、ジェインは、WWE女子タッグチーム王座トーナメントにドリンと共に、参加し、メインロースターのデビューを果たす。第1ラウンドで勝利を収めるも、ドリンが負傷したため、トーナメントから除外。だが、ドリンとジェインは、復活戦でアリーヤとラケル・ロドリゲスと対戦したが、敗北。その後、NXT女子王座だった、マンディ・ローズは、ロクサーヌ・ぺレスに敗れ、王座転落。その2日後、トキシック・アトラクションリーダーのローズは、WWEから解雇され、メンバーは、ドリンとジェインになった。2023年1月10日のニュー・イヤーズ・イビル、ドリンとジェインは、バトルロイヤルに参加した。バトルロイヤルは、最後ジェインとドリンがリングに残った。チームながらも、試合終了のゴングは、鳴らず、ジェインは、自ら脱落しようとした。だが、ドリンは、止めたがジェインは、ドリンに攻撃。ドリンも反撃で攻撃した。結局この試合は、両者トップロープから脱落し、勝者は、ドリンとジェインになった。そして、べンジェンス・デイでのNXT女子王座のロクサーヌ・ぺレスへの挑戦権を獲得。ベンジェンス・デイで、ぺレスは、ドリンとジェインに対し、タイトルを保持し、チャレンジ失敗。

### トキシック・アトラクション解散
2023年2月7日、ベイリーがホストを務める、Ding Dong, Hello! でジェインは、ドリンに攻撃。ジェインは、NXTロードブロッキングでのドリンとの試合を作った。NXTで、ジェインは、インディ・ハートウェルとの試合中、ドリンがジェインを攻撃。試合は、ノーコンテストで終了。3月7日のNXTロードブロックで、ジェインは、ドリンと対戦したが、敗北。

## 獲得タイトル
ACW
- ACW女子王座 : 2回
- ACW女子ナンバーワンコンテンダーシップトーナメント (2018)

WXW
- WXW女子王座 : 1回

WWE
- NXT女子王座：1回
- NXT女子タッグチーム王座 : 2回（w /ジジ・ドリン）

## 入場曲
- Toxic